# Västberga allé

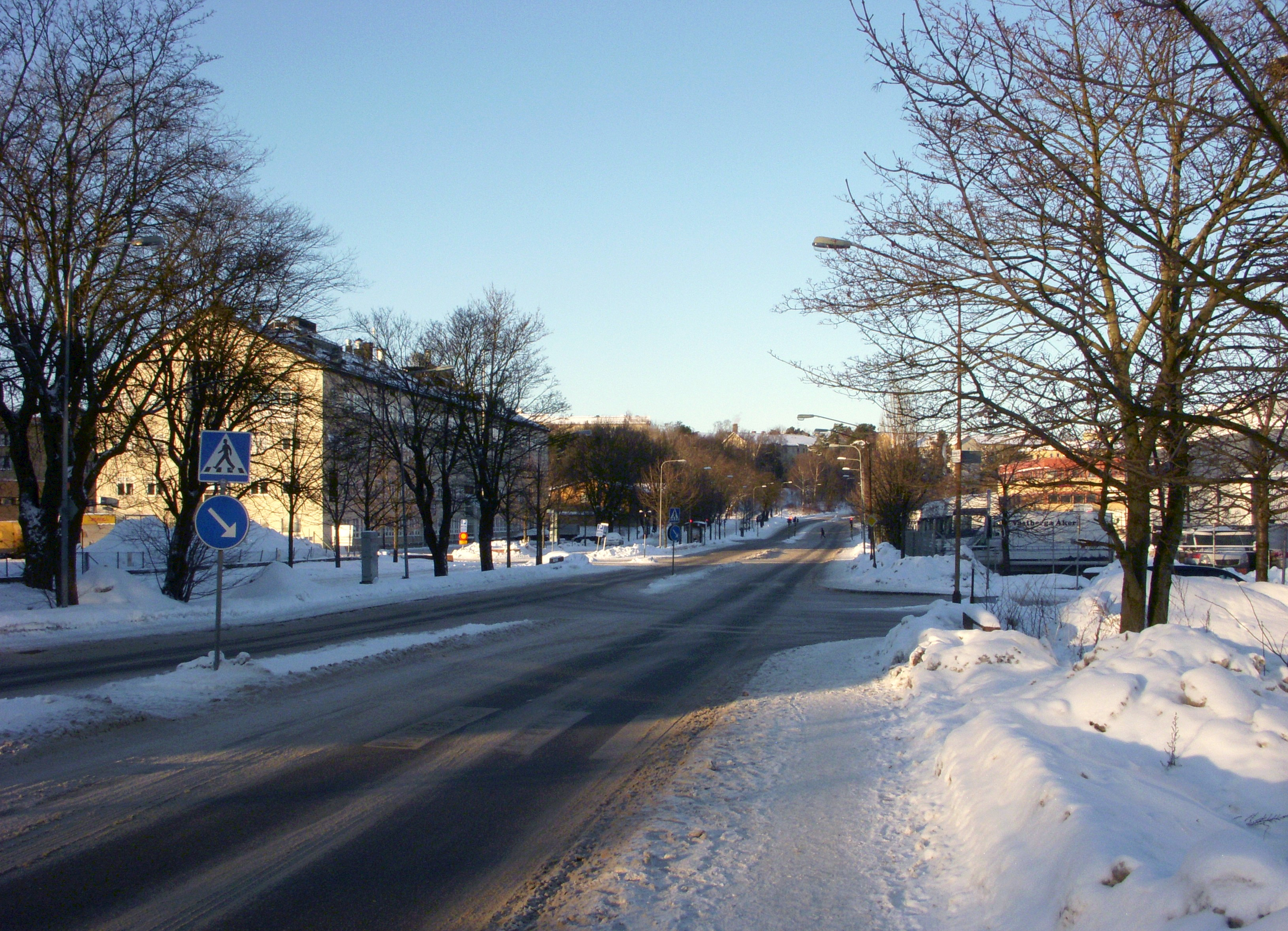
Västberga allé norrut, 2010.

Västberga allé är en gata genom Västberga industriområde i Söderort inom Stockholms kommun. Den slutar i norr med Årstabergsvägen, i söder med Åbyvägen. Den har anslutning till Essingeleden norrut via Nybodapåfarten. Gatan fick sitt nuvarande namn 1944.

## Beskrivning

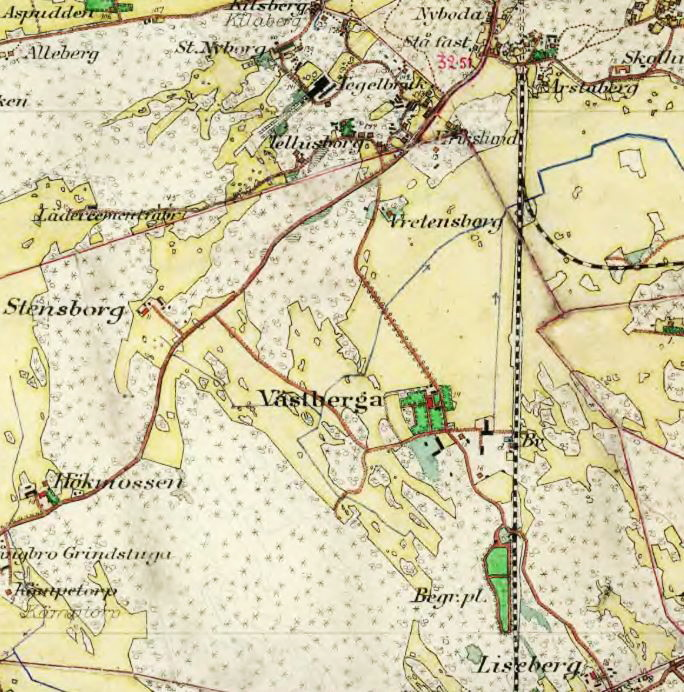
Västbergaområdet 1901-1906. Västberga allé och Västberga gård syns mitt i kartbilden.

Västberga allé var den trädplanterade allé som ledde från Södertäljevägen fram till Västberga gård. En rest av dessa alléträd syns fortfarande längs vägens västra sida. I och med stadsplaneringen för Västberga industriområde 1943 blev Västberga allé huvudgatan genom området. 
Redan tidigt etablerade sig två företag i det som skulle bli Västberga industriområde. Det första var Elektraverken som 1917 lät bygga en fabriksanläggning (ritad av Ivar Tengbom, nuvarande Västberga allé 36) för tillverkning av elektriska mätinstrument strax norr om Västberga gård. Byggnaden revs 1967. Liljeholmens Kabelfabrik, vars anläggning vid sjön Trekantens sydöstra hörn i Liljeholmen hade blivit för liten anlades 1929 strax söder om gården. Den nya fabriken med adress Västberga allé 60 ritades av arkitekt Ture Wennerholm.

## Övriga byggnader (urval)
- Vreten 12, Västberga allé 3 (Bukowskis Market).
- Vreten 17, Västberga allé 11.
- Elektra 12, Västberga allé 36.
- Västberga Åkeri, Västberga allé 29.
- DHL:s anläggning, Västberga allé 37.

## Bilder, området

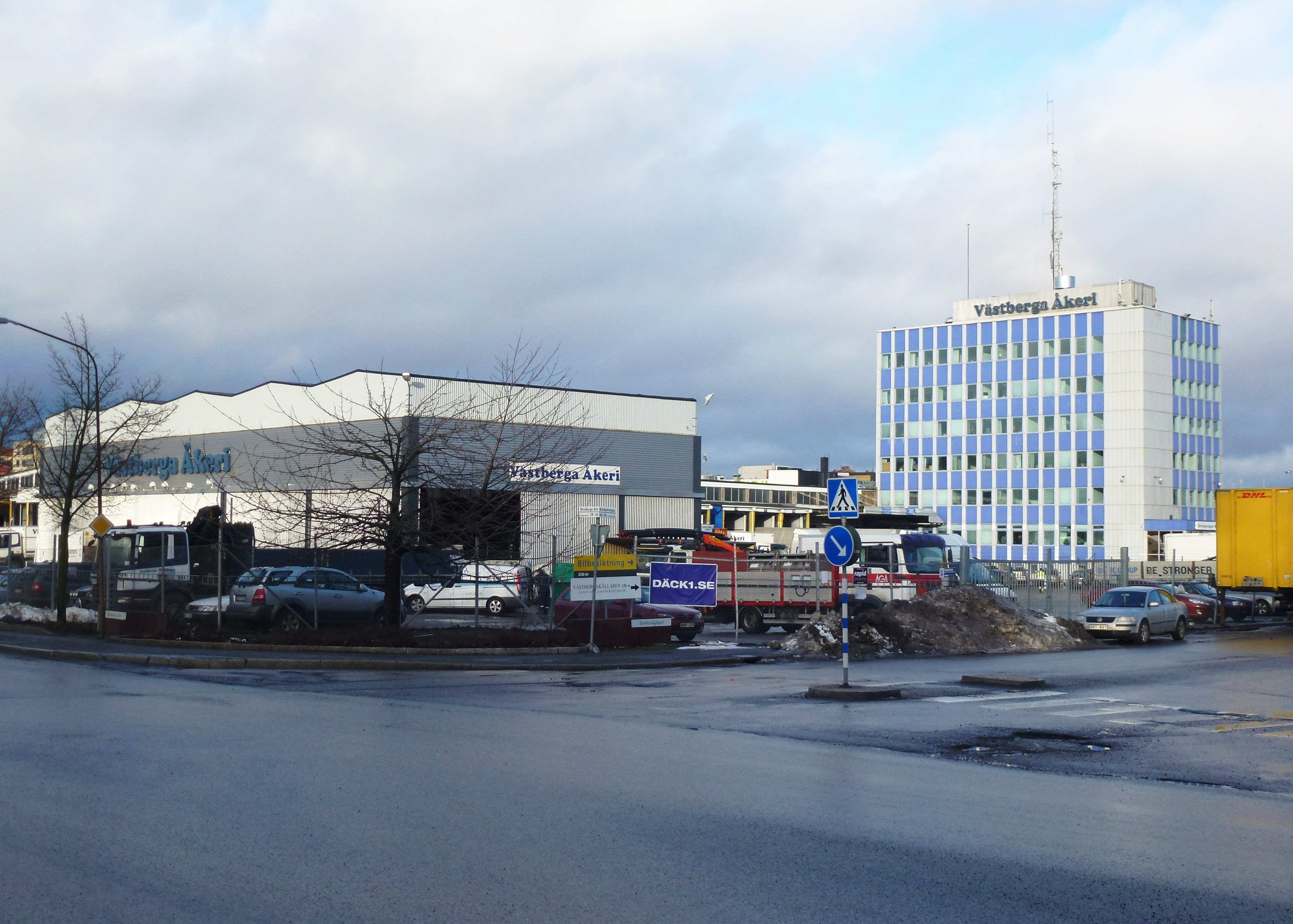
Västberga allé 29.
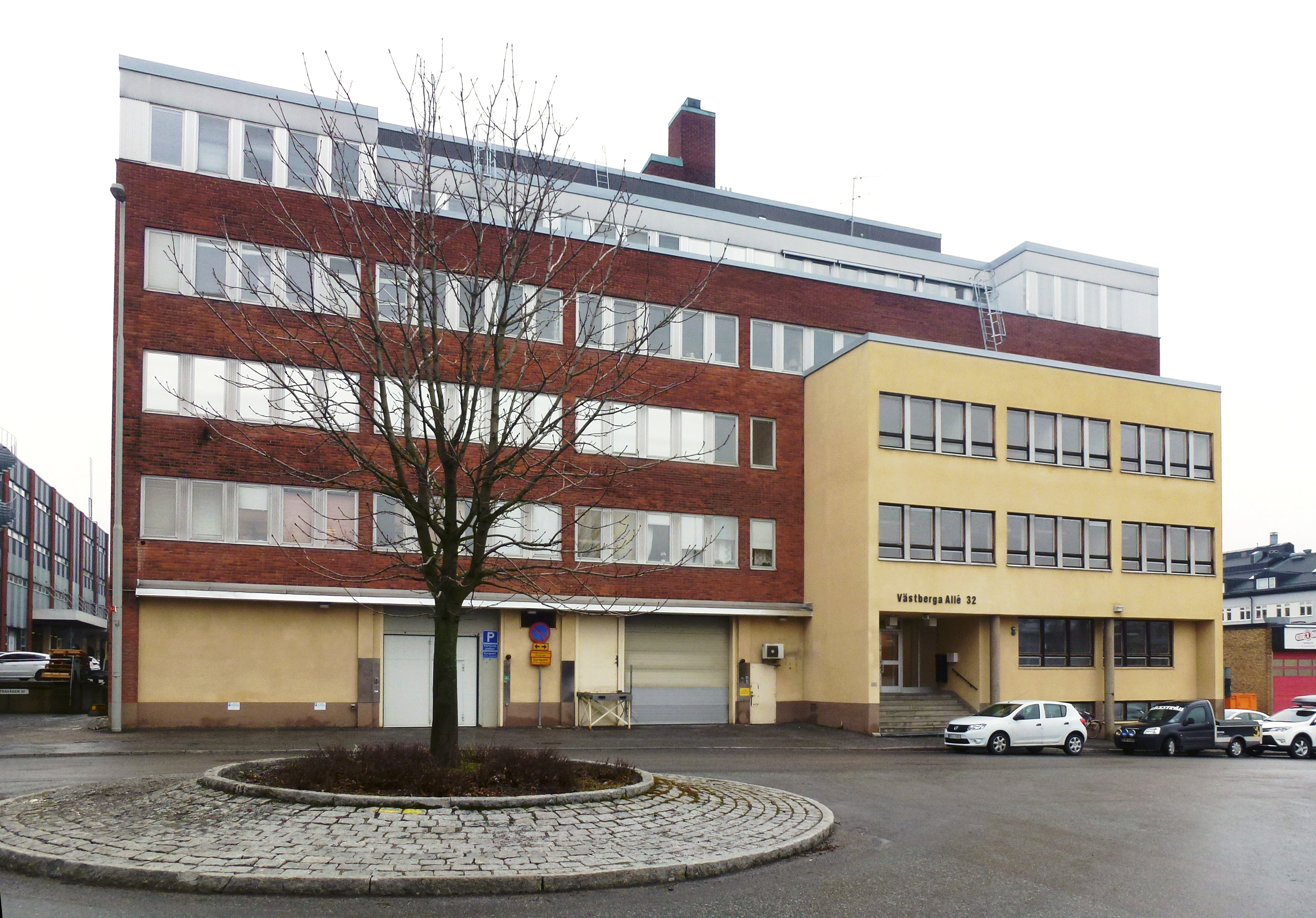
Västberga allé 32.
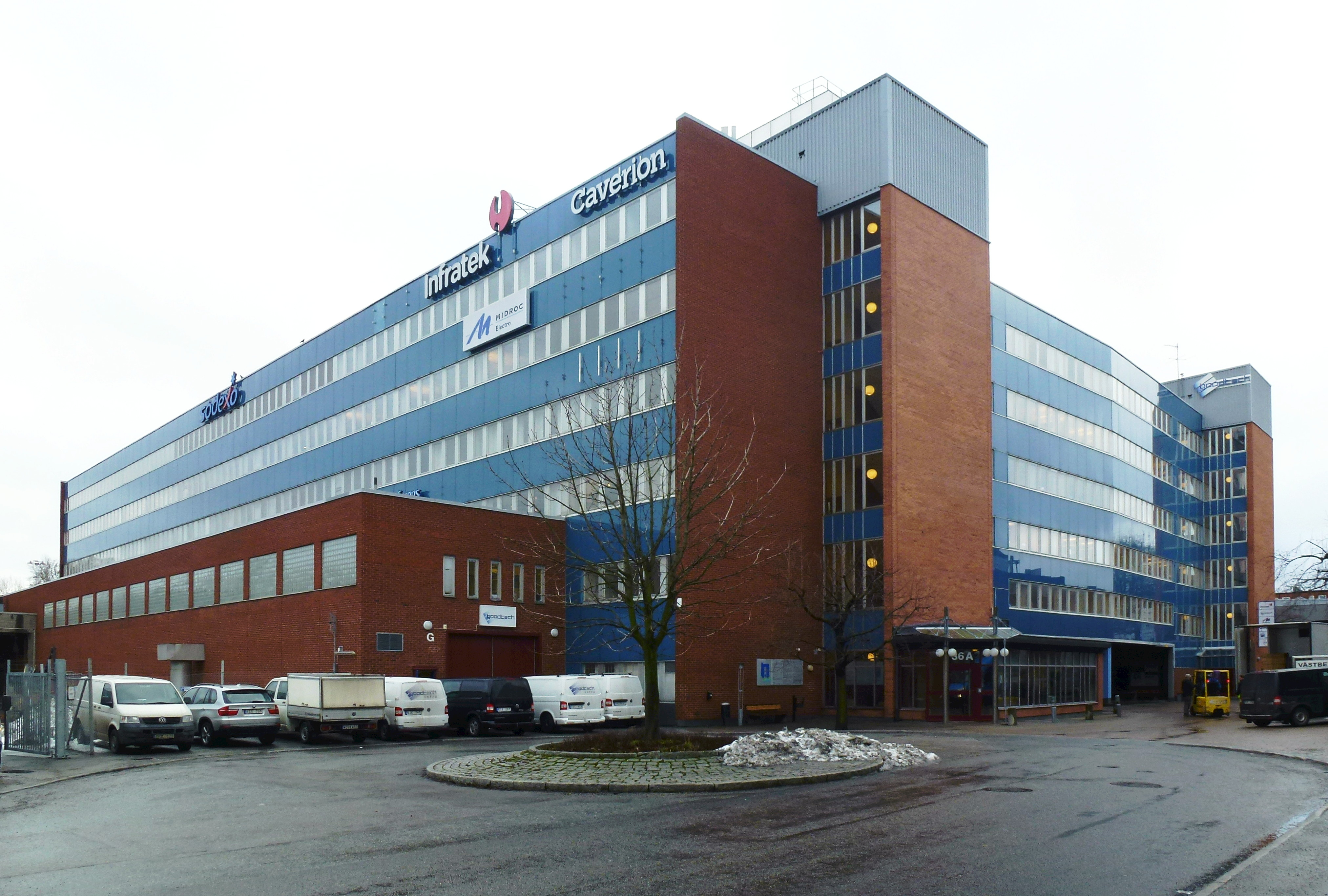
Västberga allé 36.
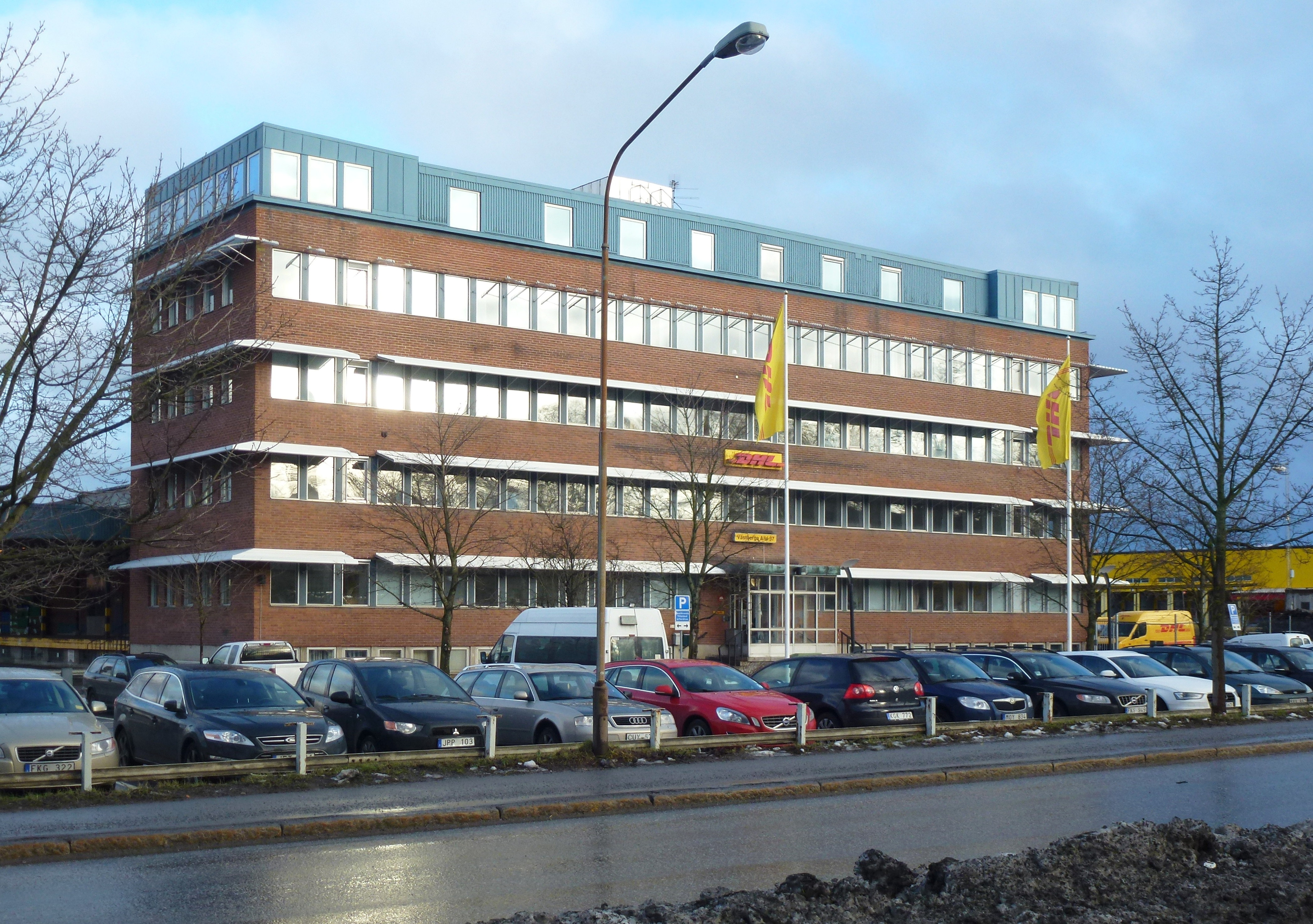
Västberga allé 37.
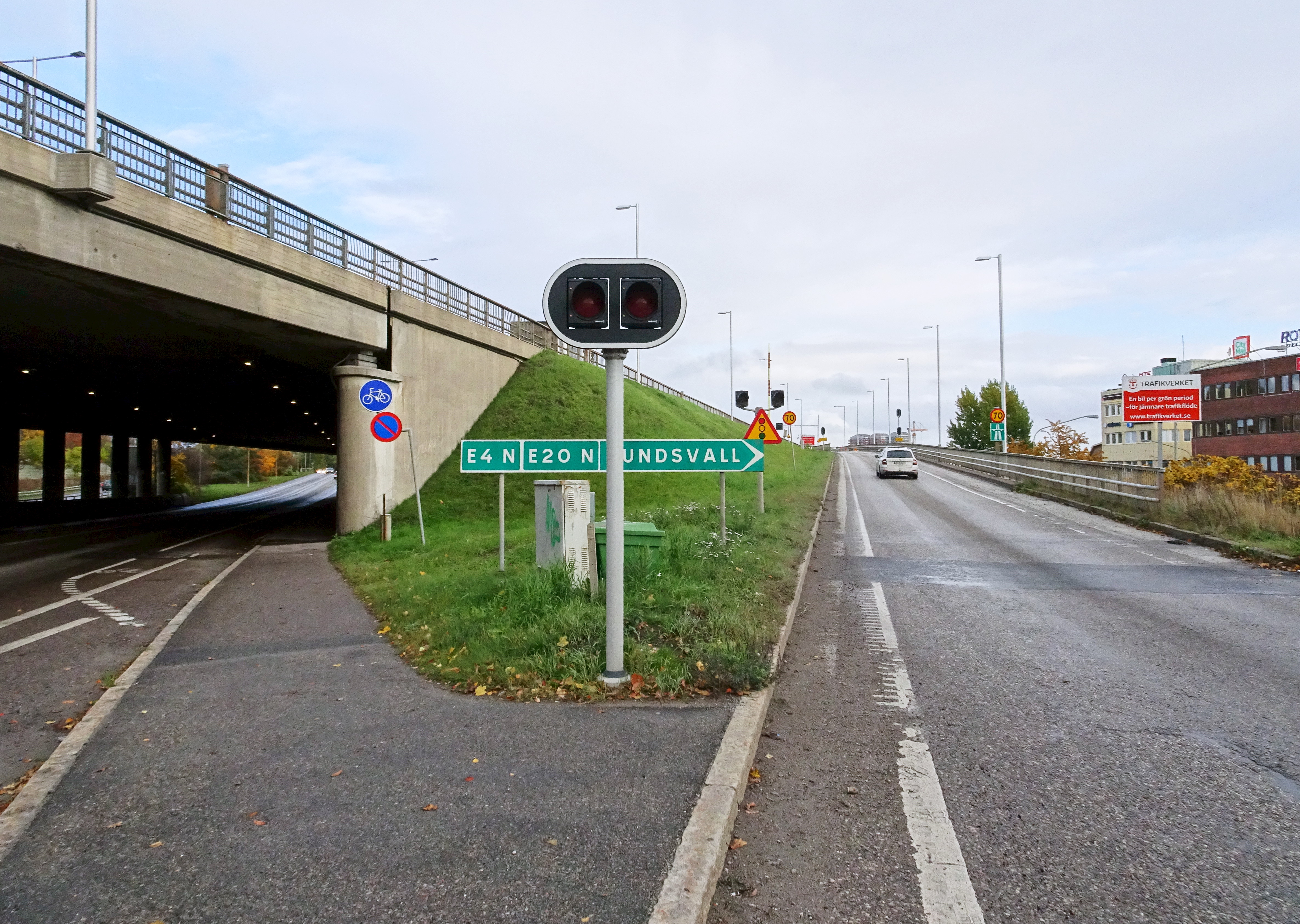
Påfart till Essingeleden från Västberga allé.

## Västberga allébro

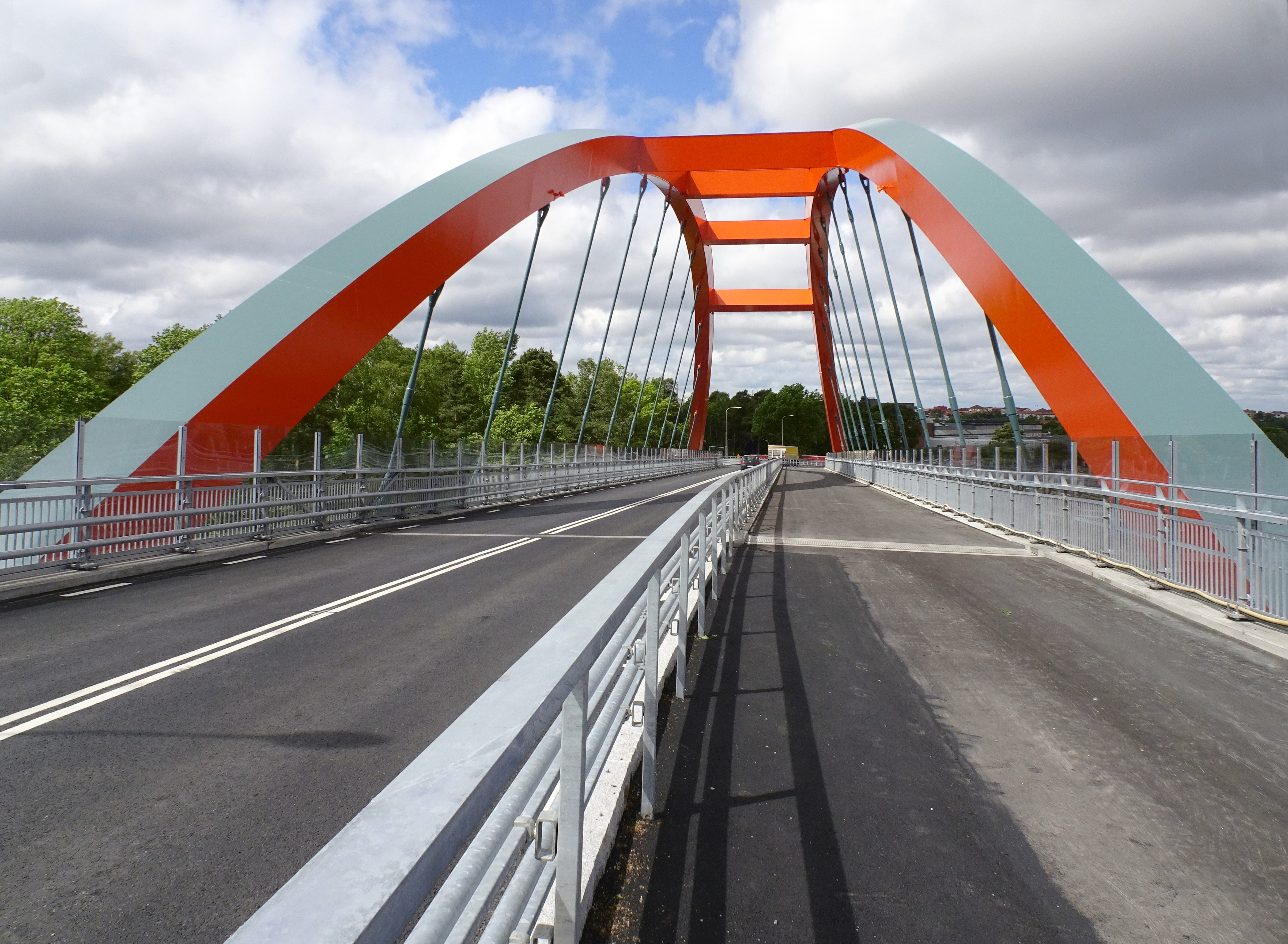
Västberga allébro från öster.

Den 1 december 1860 invigdes Västra stambanan, vars spår korsade dagens Västberga allé som då var en enkel landsväg. År 1961 anlades en modern betongbro bro över stambanans bangård, strax norr om Västberga begravningsplats. Den trafikerades av tung trafik, personbilar, gående och cyklister. Bron hade efter drygt 50 år nått sin tekniska livslängd och måste därför bytas ut. I november 2015 började byggarbeten med en ny, cirka 100 meter lång bågbro som ersatte den gamla. Den nya bron öppnade för trafik i maj 2017. Den har en bredare gång- och cykelbana som är separerad från fordonstrafiken. Beställare är Stockholms stad och för utformningen stod GWSK Arkitekter. Samtidigt byggdes en ny gång- och cykelbro över Åbyvägen. Brobågen har en iögonfallande effektmålning i orange och blågrå kulör och belyses på natten.